# Växthus

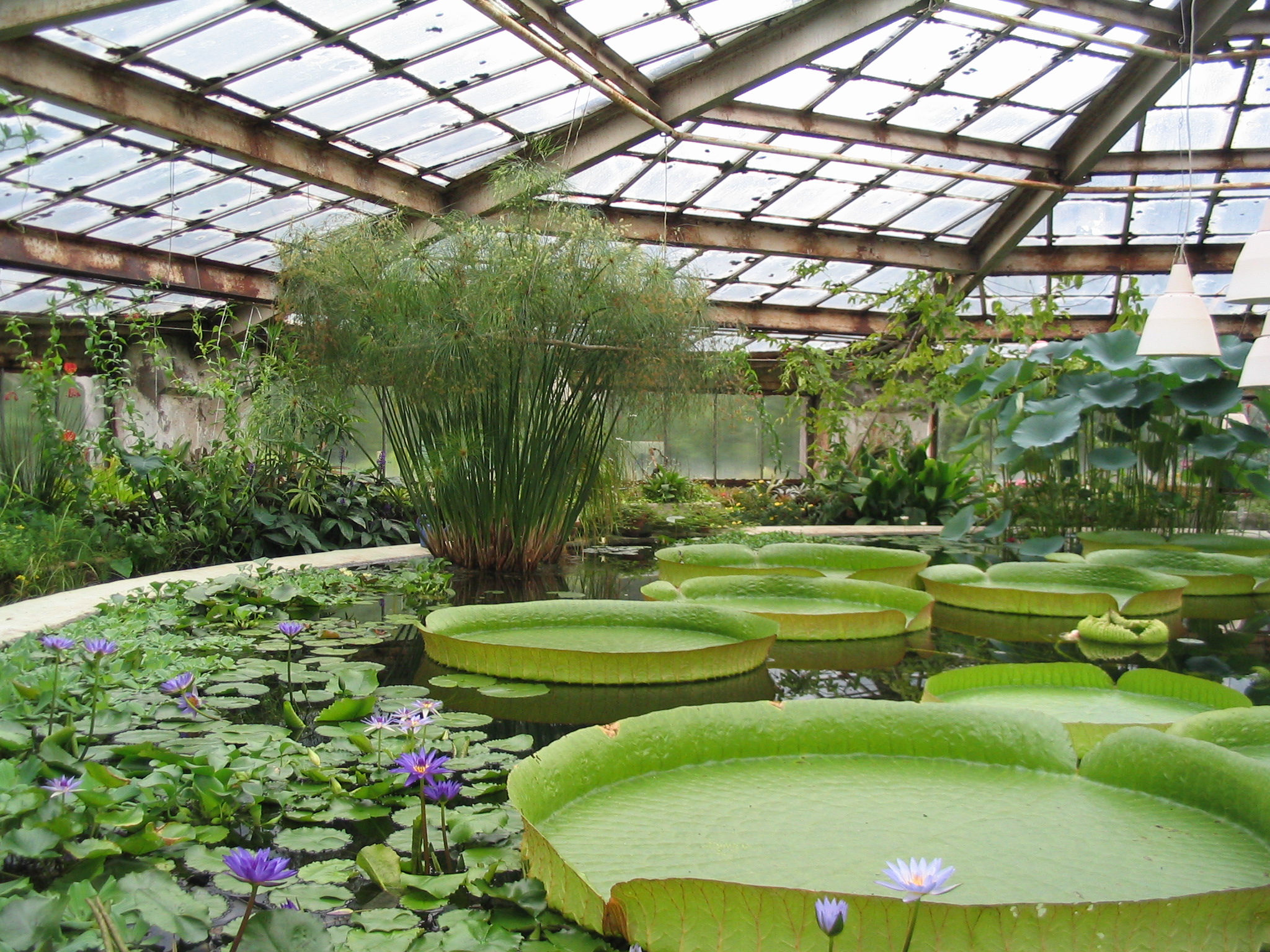
Victoria amazonica i Sankt Petersburgs botaniska trädgård.

 Ett växthus eller drivhus är en byggnad av ett genomskinligt material (glas eller plast) som släpper in solljus men som hindrar värmen från att slippa ut. På så sätt skapas ett artificiellt klimat som tillåter odlandet av växter som normalt inte skulle trivas på den platsen. Att växtligheten är bättre i växthus beror både på värmen och på den högre koldioxidhalten i luften. Marken (odlingssubstratet) i ett växthus alstrar stora mängder koldioxid genom nedbrytningsprocesser (nedbrytning av humus och animalisk gödsel).

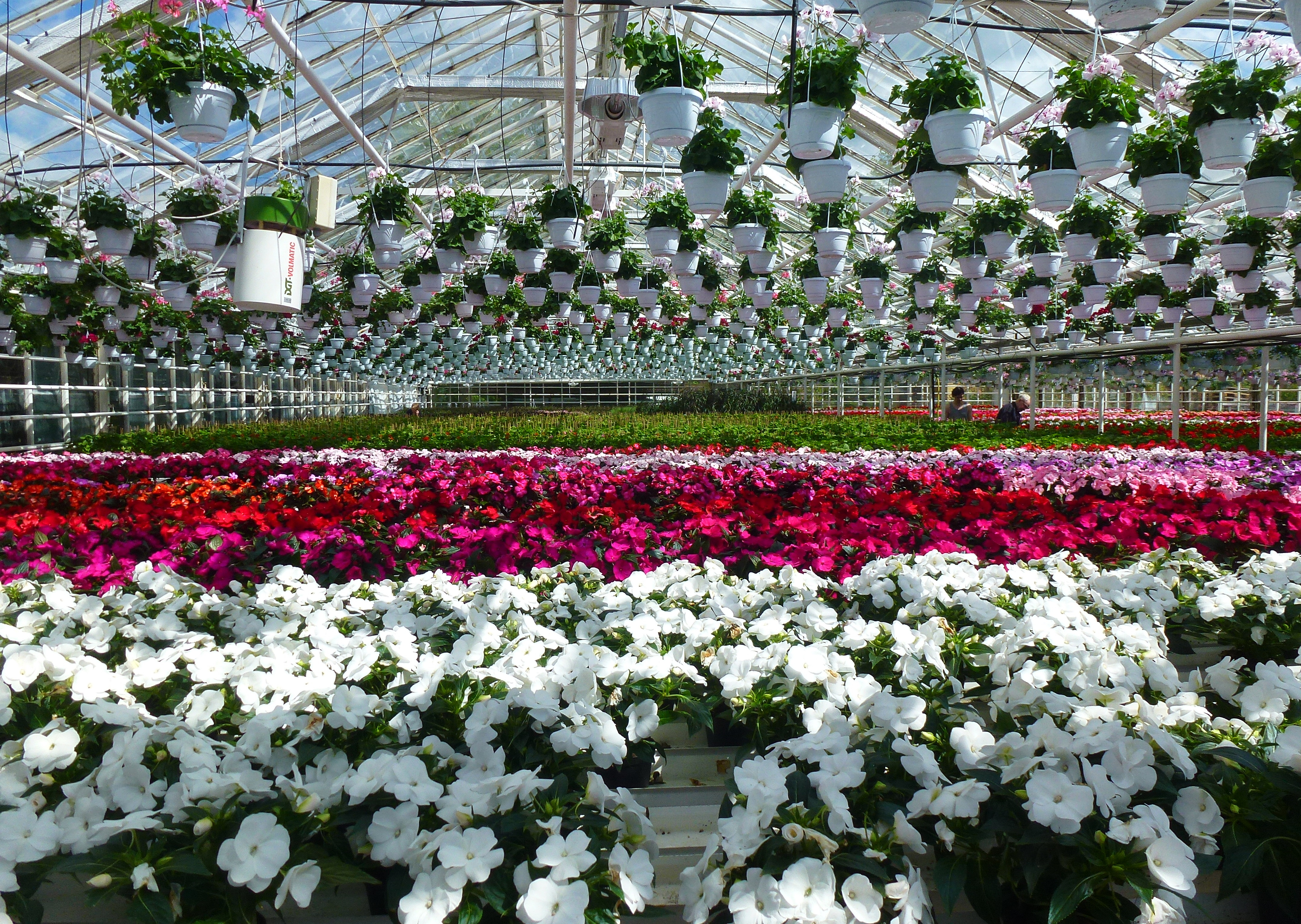
Växthus på Slottsträdgården Ulriksdal.

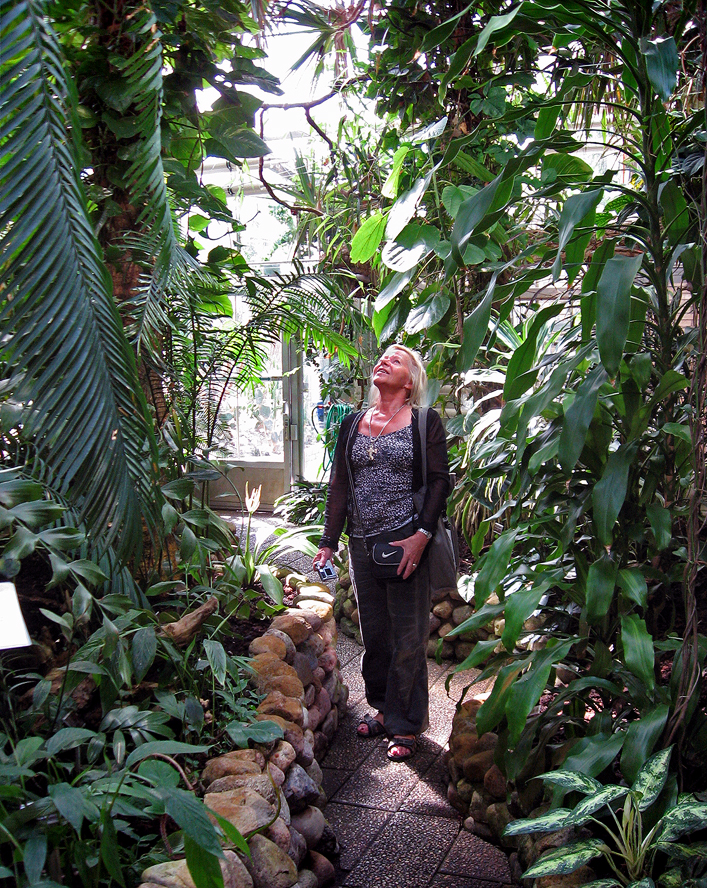
I ett växthus är det möjlig att få tropiskt klimat, som t.ex. i Botaniska trädgården i Lund.

Växthus brukar ibland kallas för orangerier. Detta beror på att de tidiga svenska växthusen oftast användes för att odla citrusfrukter, och då särskilt apelsiner. Apelsin heter orange på engelska och franska. 
I engelska benämns växthus greenhouse (grönt hus) eller conservatory (bevarandehus), och det senare namnet direktöversätts ibland till svenska. Växthuset kallas då konservatorium eller konservatorie. Detta kan dock leda till förväxlingar, eftersom orden konservatorium och konservatorie i svenskan även används för vissa läroanstalter, inte minst inom musiken.
Odlade växter i det fria, utanför växthus, kallas odling på friland. Det är vanligt att plantor dras upp (drivs upp) från frö i drivhus och sedan sätts ut på friland. En sådan anläggning kan kallas plantskola och drivs ofta kommersiellt som handelsträdgård.
Odlingsbänk är en annan variant där fröna sås i för att förebygga insektsattacker, och transplanteras sedan ut på fälten. 
En mindre variant av växthuset är drivbänken, bestående av fönsterglas vilande på en ram av brädor, 10–15 cm över marken. Ännu ett alternativ kan vara odling på friland under täckplast eller täckväv. Kast är ett mellanting mellan växthus och drivbänk.
I överförd bemärkelse har orden växthus, drivhus och plantskola fått stå för olika institutioner som hjälper talangfull ungdom framåt. Växthusets förmåga att stänga in värme har också gett namn åt växthuseffekten.

## Historia

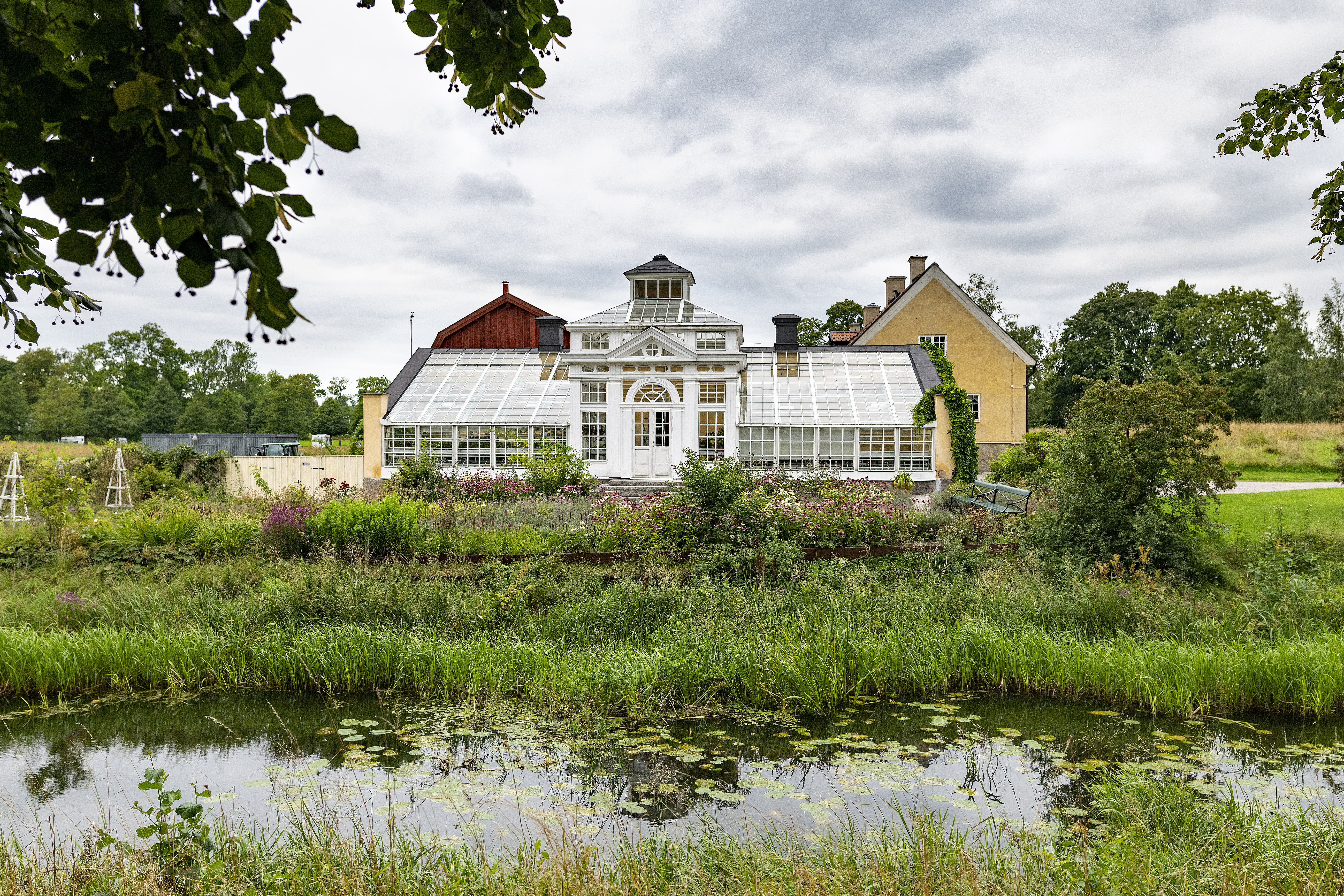
Växthus vid Gripsholms slott.

Att odla växter inomhus för att kunna kontrollera klimatet runt dem är en mycket gammal tanke. I Rom odlades till exempel gurkor delvis inomhus åt kejsar Tiberius. Läkarna hade rekommenderat Tiberius en gurka om dagen och hans trädgårdsmästare såg till att ständigt ha färska gurkor redo året runt. Trädgårdsmästarna planterade gurkor i kärror som rullades ut i solen under dagen. När kvällen kom och temperaturen sjönk rullades vagnarna in i husen igen för att skyddas mot nattkylan. De skördade gurkorna lagrades sedan i särskilda gurkhus.
De första moderna växthus av den typ vi känner igen från dagens trädgårdar konstruerades i Italien under 1500-talet och kallades giardini botanici. Från Italien spred sig bruket att hålla växthus först till Nederländerna och England, och sedan vidare till andra delar av Europa. Upptäcktsresande hade i allt högre utsträckning börjat skeppa exotiska plantor till Europa från andra delar av världen och dessa plantor behövde ett varmare och fuktigare klimat för att överleva. 
De tidiga växthusen var dyra och detsamma gällde de exotiska, importerade växterna. Det var därför inte vanliga bönder eller hobbyodlare som höll dem, utan de tillhörde slott, herresäten, kloster och universitet. 
De första växthuskonstruktionerna var oerhört arbetsintensiva och behövde stängas för hand varje kväll och öppnas igen på morgonen. Man hade också stora problem att hålla temperaturen och luftfuktigheten på en jämn nivå. Den franske botanikern Jules Charles är berömd för att ha skapat ett av de första växthus som kunde hållas utan denna enorma dagliga arbetsinsats. Hans växthus låg i Nederländerna och användes för att odla medicinalväxter. 
Under 1600-talet fortsatte man experimentera med olika växthuskonstruktioner i Europa och man kunde också dra nytta av att det omgivande samhället blev allt mer tekniskt avancerat. Nu gick det till exempel att få tag på glas av högre kvalitet än tidigare. Under 1700-talet var växthuset mycket fashionabelt i Europa och välbärgade personer lät gärna anlägga växthus inte bara för att få tillgång till exotisk frukt och plantor, utan också som ett tecken på makt och status.

## Galleri

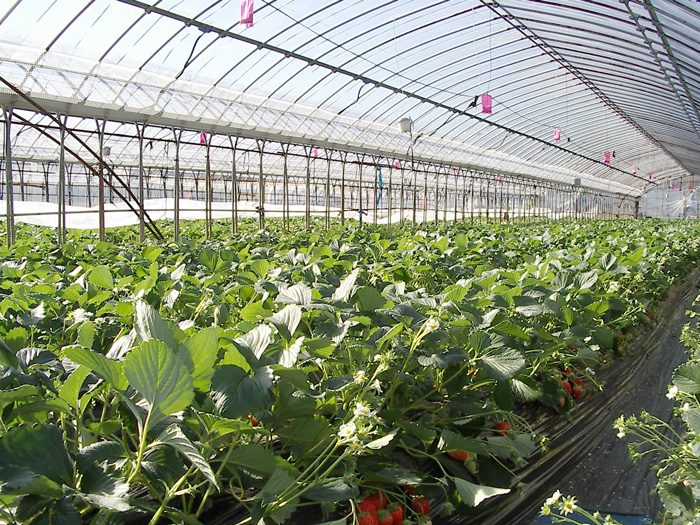
Växthus med jordgubbsodling.
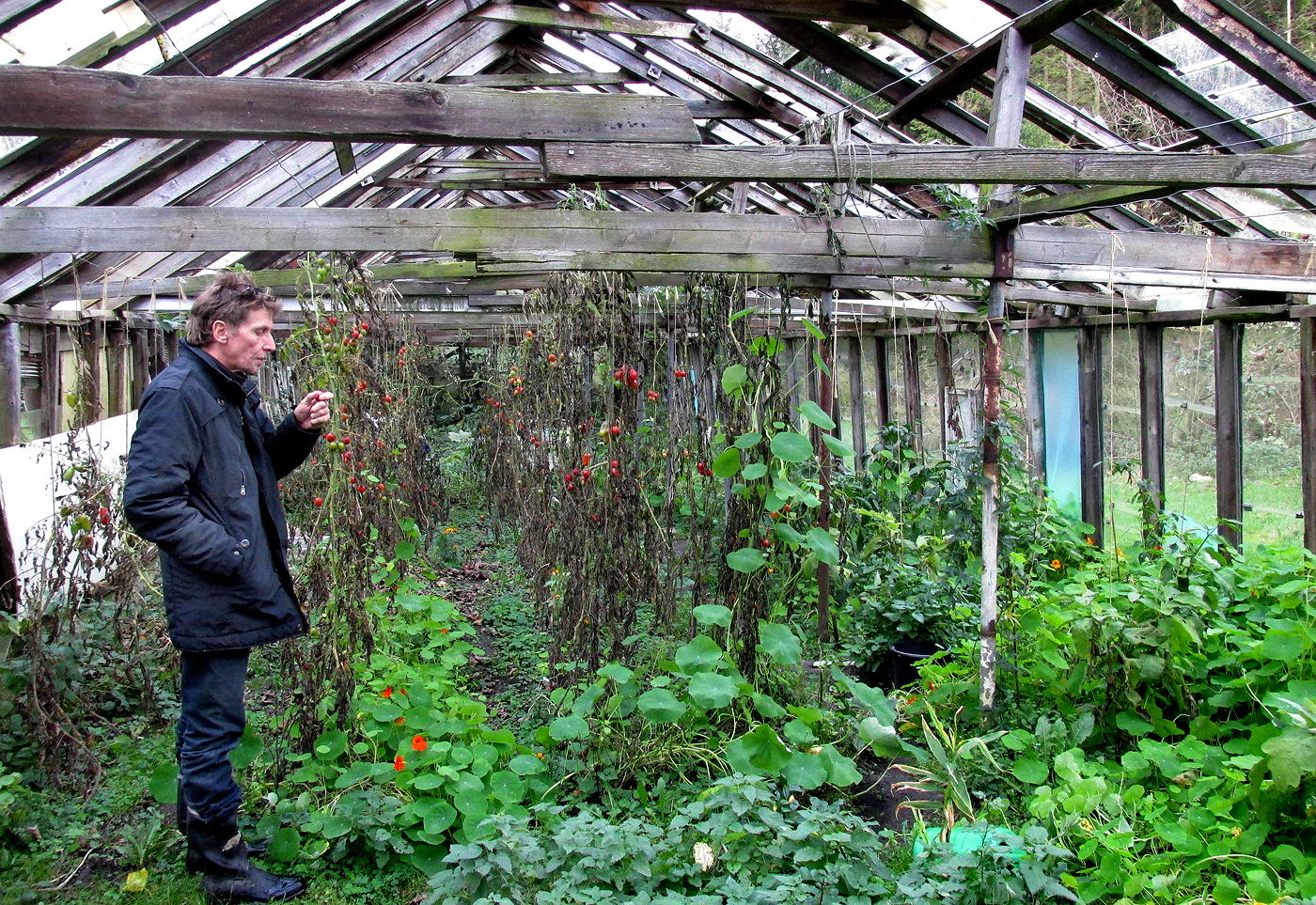
Ett gammalt förfallet växthus där allt fått växa vilt.